# 633

## أحداث
- بداية الفتح الإسلامي لفارس في 633 والتي انتهت في 654.
- نهاية حروب الردة في 633 والتي بدأت في 632.
- بداية الفتح الإسلامي للشام في 633 والتي انتهت في 640.
- فتح خالد بن الوليد للحيرة في 16/5/633م
- تأسيس مدينة البصرة، أول مدينة تأسست في الإسلام
- حروب الردة
- معركة الولجة
- معركة أليس
- معركة الأنبار
- معركة عين التمر
- معركة دومة الجندل

## وفيات
- أبو حذيفة بن عتبة
- محكم بن الطفيل الحنفي
- الرجال بن عنفوة الحنفي
- إدوين ملك نورثمبريا
- ثمامة بن أثال